# Promachus vexator
Promachus vexator là một loài ruồi trong họ Asilidae. Promachus vexator được Becker miêu tả năm 1908. Loài này phân bố ở vùng Cổ Bắc giới.